# Chloroclystis nigrosericeata
Chloroclystis nigrosericeata är en fjärilsart som beskrevs av Adrian Hardy Haworth 1809. Chloroclystis nigrosericeata ingår i släktet Chloroclystis och familjen mätare. Inga underarter finns listade i Catalogue of Life.